# Charles Forster (écrivain)
Pour les articles homonymes, voir Forster.
Charles Godfryd Forster, né le 26 novembre 1800 à Varsovie et mort le 9 novembre 1879 à Berlin, est un écrivain polonais.

## Biographie
Dans l'état-major de l'armée polonaise, il est secrétaire au cabinet du prince Zajonczek.
Il prend part à l'insurrection de 1830, puis s'exile en France.
À Paris, il devient littérateur et publie divers livres en prenant parfois le nom de plume Charles de Forster.
En 1849, il s'installe en Allemagne. Il est, depuis Berlin, le correspondant de divers journaux politiques français et étrangers (Karol von Forster).
Il rédige également quelques ouvrages historiques, scientifiques et socio-économiques et traduit plusieurs poésies de Thomas Moore.

## Publications
- L’Hôtel Diesbach ou Les Polonais à Paris (1796), 1835
- La Vieille Pologne Album historique et poétique, Paris, Firmin Didot Frères, 1836
- De la royauté à l'empire, (in-8°)
- Histoire de la Pologne depuis les temps les plus reculés jusqu’en 1840, Firmin Didot Frères, 1848
- Quinze ans à Paris (1832-1849), Firmin Didot Frères, 1849 (2 vol. in-8°)